# Shumpei Inoue
Shumpei Inoue (jap. 井上俊平 Inoue Shumpei) – japoński piłkarz, reprezentant kraju.

## Kariera klubowa
Jako piłkarz grał w klubie Osaka SC.

## Kariera reprezentacyjna
W reprezentacji Japonii zadebiutował 24 maja 1923 w meczu przeciwko reprezentacji Chin.

## Statystyki
| Reprezentacja Japonii | Reprezentacja Japonii | Reprezentacja Japonii |
| Rok                   | Mecze                 | Gole                  |
| --------------------- | --------------------- | --------------------- |
| 1923                  | 1                     | 0                     |
| Razem                 | 1                     | 0                     |